# Esclavitud en el Caribe británico y francés

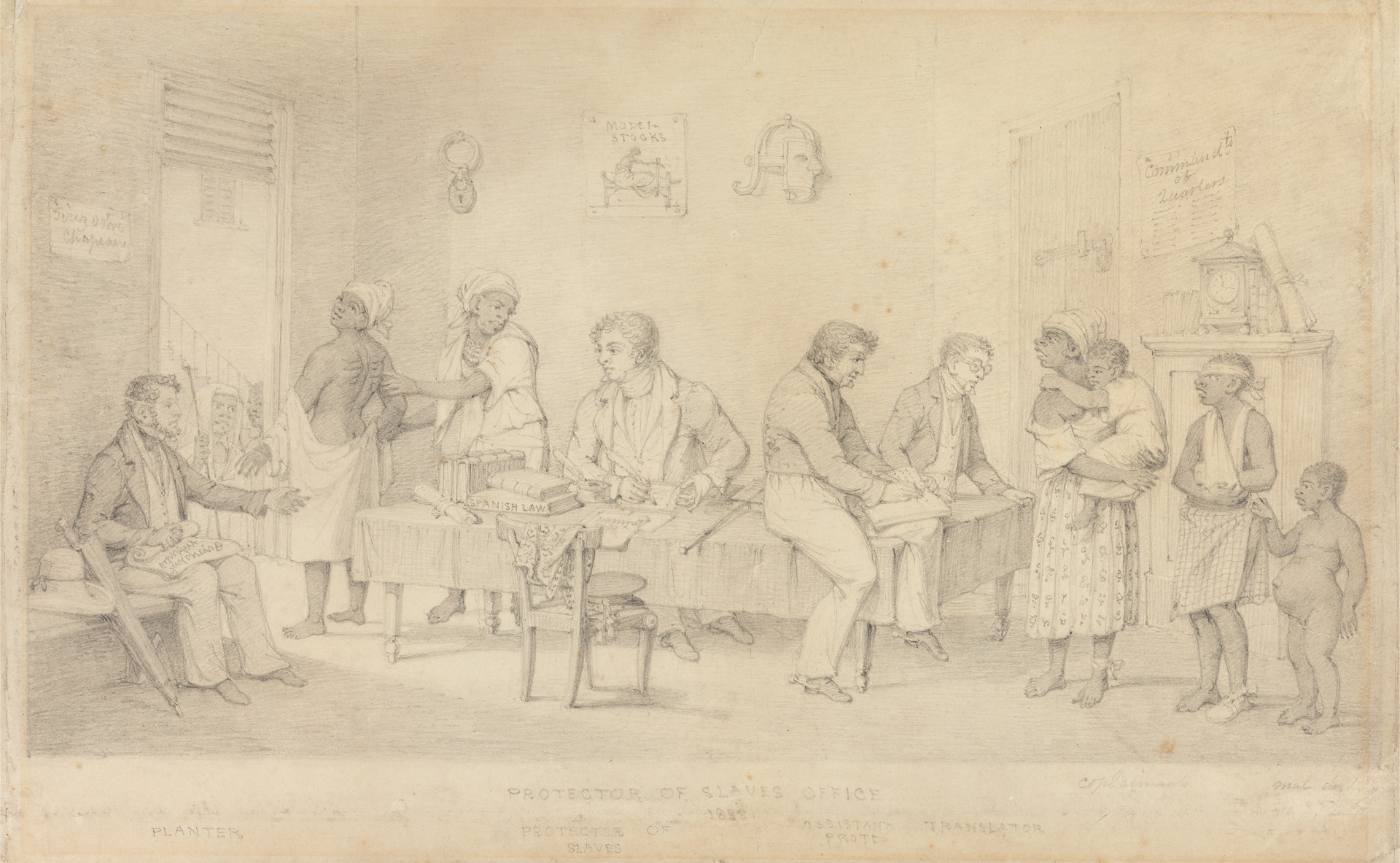
Oficina del protector de esclavos (1838) de colonia de Trinidad (actual Trinidad y Tobago) Colección Paul Mellon, Universidad de Yale.

La esclavitud en el Caribe británico y francés se refiere a la esclavitud en los territorios del Caribe dominados por el Imperio francés o el Imperio británico.

## Historia

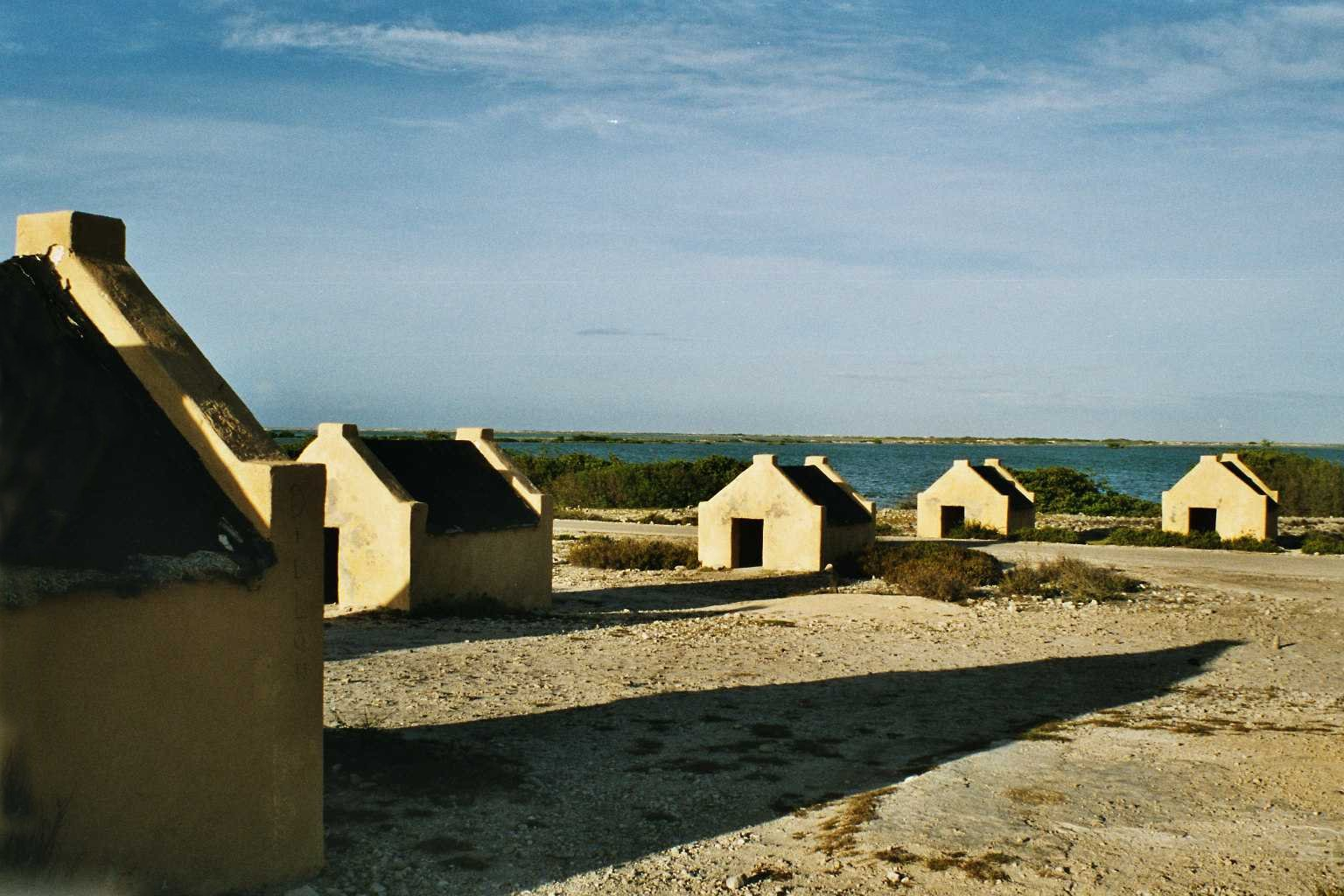
Cabañas de esclavos en Bonaire en el estanque de evaporación de sal

La ocupación inglesa y francesa en el Caribe, en detrimento del imperio español, se inició a principios del siglo XVII. Las pretensiones expansionistas inglesas en América del Designio Occidental llevaron a la ocupación de Inglaterra de las islas de St. Kitts (1623), Barbados (1627) y, posteriormente Jamaica (1655). La presencia francesa formal en el caribe data de la ocupación de San Cristóbal (1625), seguida de Haití (1697), dando lugar a los territorios de las Antillas francesas. 
Hasta 1640 el imperio Portugués había tenido el monopolio del pasaje del medio, el comercio de esclavos entre África y América. Desde mediados del siglo XVII, Inglaterra, Portugal y Francia dominaron la ruta triangular del comercio atlántico de esclavos africanos.La duración en el tiempo y la dimensión en cifras de este comercio de esclavos se debió a alianzas entre las élites africanas, los agentes comerciales o negreros, y comerciantes europeos.
Los dominios franceses e ingleses en el Caribe fueron empleados para la explotación agrícola con destino al comercio monopolístico con la metrópoli, con el uso de mano de obra esclava.Esta política comercial de monopolio del comercio, tanto para la venta de los productos agrícolas como la compra de manufacturas y productos elaborados, se conocía en Francia como el Exclusif. El comercio triangular supuso la exportación al continente africano de influencia francesa, portuguesa o inglesa, bien de productos americanos como azúcar, ron, tabaco, café o añil, o bien de manufacturas baratas conocidas como pacotilla.
Las duras condiciones de trabajo en el campo así como una deficiente alimentación, y malas condiciones sanitarias y de higiene, incluso para la época, suponían una altas tasas de mortalidad y el flujo continuo de nuevos esclavos africanos para mantener el número de trabajadores de los cultivos. Las penalidades de las personas esclavas incluían la ausencia de derechos y tratos vejatorios.
Tras la ocupación inglesa, en el siglo XVII Jamaica se convirtió en el centro del comercio de esclavos en el Atlántico.La introducción del cultivo de la caña de azúcar en los territorios ingleses data de 1640, con ayuda holandesa. Otro territorio caribeños donde los ingleses emplearon obra de mano esclava fueron Surinam, hasta 1667  
De 1684 data la obra Una nueva división de la Tierra según las diferentes especies o razas de los hombres que la habitan de Francois Bernier, considerada la primera clasificación moderna de las distintas razas humanas.También de 1684 data la Slave Act de Jamaica, basado en el código de esclavos de islas Barbados de 1661 An Act for the better ordering and governing of Negroes. Este código jamaicano fue copiado en 1691 por la colonia de Carolina del Sur.
La firma del Tratado de Utrecht (1713) que puso fin a la guerra de Sucesión española y el ascenso al trono español de rey Borbón Felipe V supuso el establecimiento del monopolio inglés, con apoyo francés, del asiento de negros durante treinta años. Este monopolio fue cedido a la Compañía del Mar del Sur inglesa, y en sus beneficios participaron tanto la reina Ana de Inglaterra como el rey Felipe V de España.

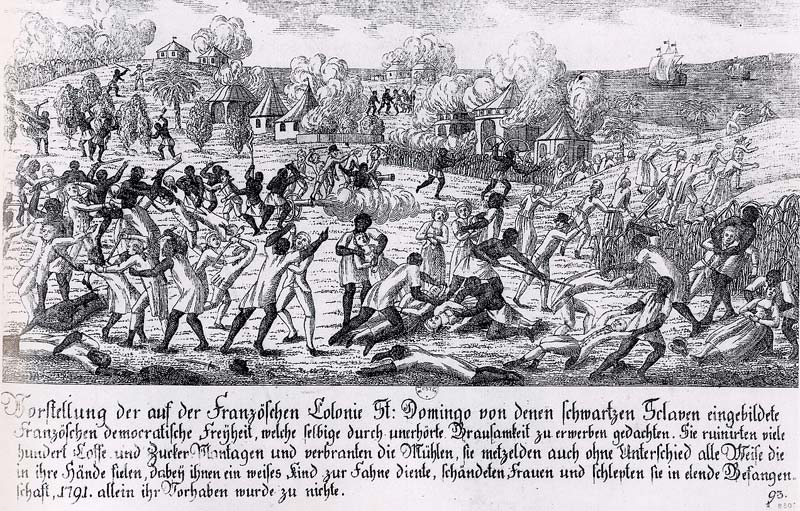
Revuelta de esclavos de Saint-Domingue en 1791 durante la revolución haitiana

A mediados del siglo XVIII, la Jamaica británica y el Saint-Domingue francés (ahora Haití) se habían convertido en las sociedades esclavistas más grandes de la región, rivalizando con Brasil como destino para los africanos esclavizados. El principal cultivo fue la caña de azúcar, siendo la colonia francesa de Saint-Domingue la principal productora, superando a todas las colonias caribeñas británicas juntas.
A finales del XVIII, los datos de comercio de esclavos en las Antillas francesas o Indias Occidentales francesas se estiman en 13.000 esclavos al año (1778).Voltaire, por ejemplo, escribió sobre el avistamiento de un esclavo mutilado en Cándido (1759) escribiendo: C'est à ce prix que vous mangez du sucre en Europe (esto es lo que te cuesta comer azúcar en Europa).Las principales ciudades y puertos de Francia relacionadas con el comercio de esclavos fueron Nantes, La Rochelle, Burdeos y Le Havre durante los años 1763 a 1792. A finales de siglo se sustituyó el concepto legal de esclavitud por el de trabajos forzosos, lo que supuso la firme oposición de los negreros y dueños de las explotaciones agrícolas francesas, incluido el rechazo a la Declaración de los Derechos del Hombre y del Ciudadano (1789).

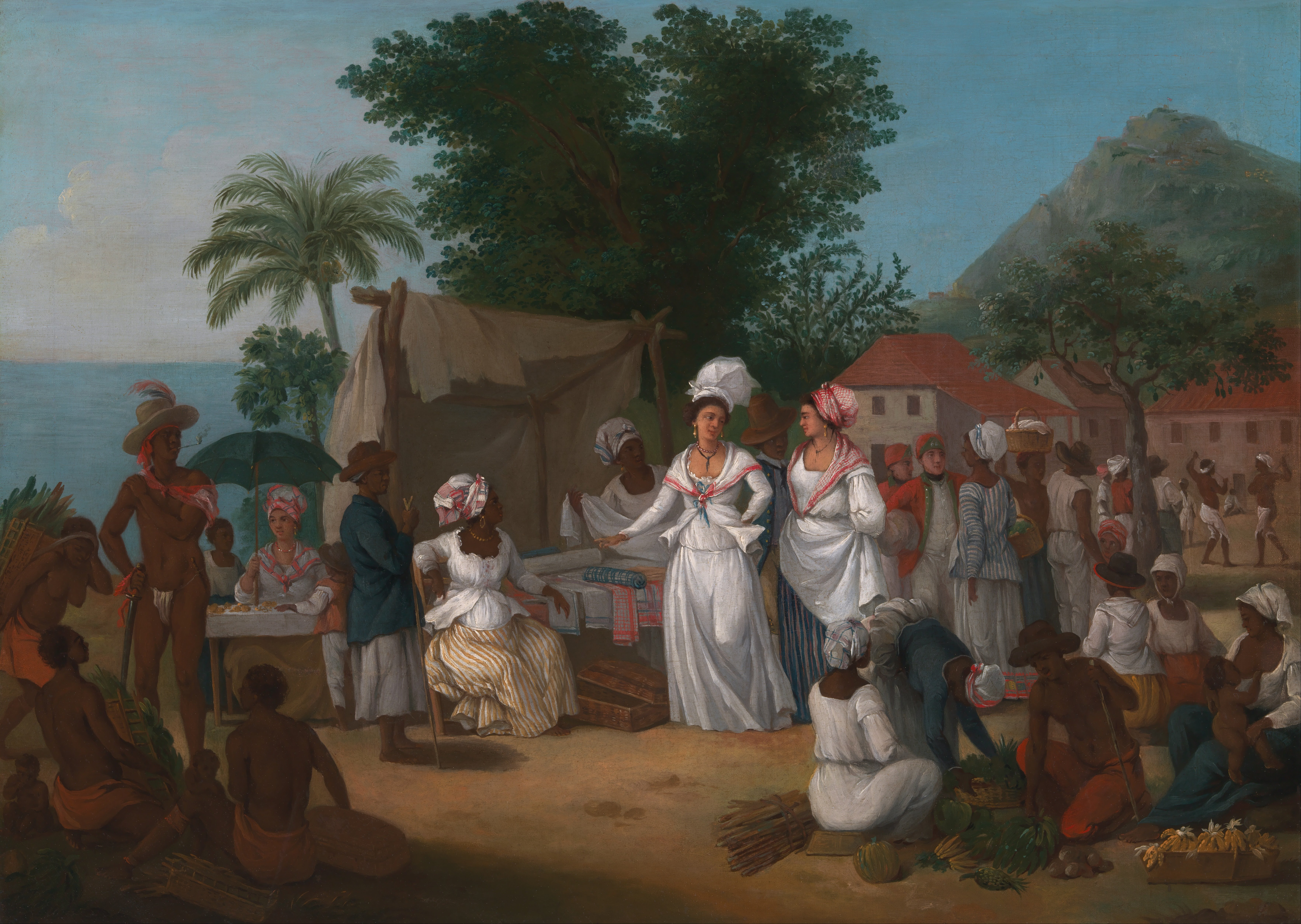
Un mercado de lino con africanos esclavizados. Indias Occidentales Británicas, alrededor de 1780

En cuanto a las Antillas inglesas o Indias Occidentales Británicas, estas adoptaron la institución de la esclavitud a finales del siglo XVII. Los principales cultivos bajo este sistema fueron el tabaco y el azúcar, impulsados por el desarrollo del mercantilismo económico y político. En su punto máximo de producción, entre 1740 y 1807, Jamaica recibió el 33% del total de esclavos que fueron traficados para mantener la producción de azúcar, principal cultivo. Jamaica, Barbados, Nieves y Antigua, fueron también importantes colonias productoras de azúcar con mano de obra esclava. El testimonio del propietario de negros jamaicano Thomas Thistlewood da cuenta de las condiciones de vida de los esclavos. Las principales poblaciones y puertos relacionados con el comercio de esclavos y con el caribe inglés fueron Londres, Liverpool y Bristol.

A principios del siglo XIX, en 1802, Napoleón repuso la esclavitud.

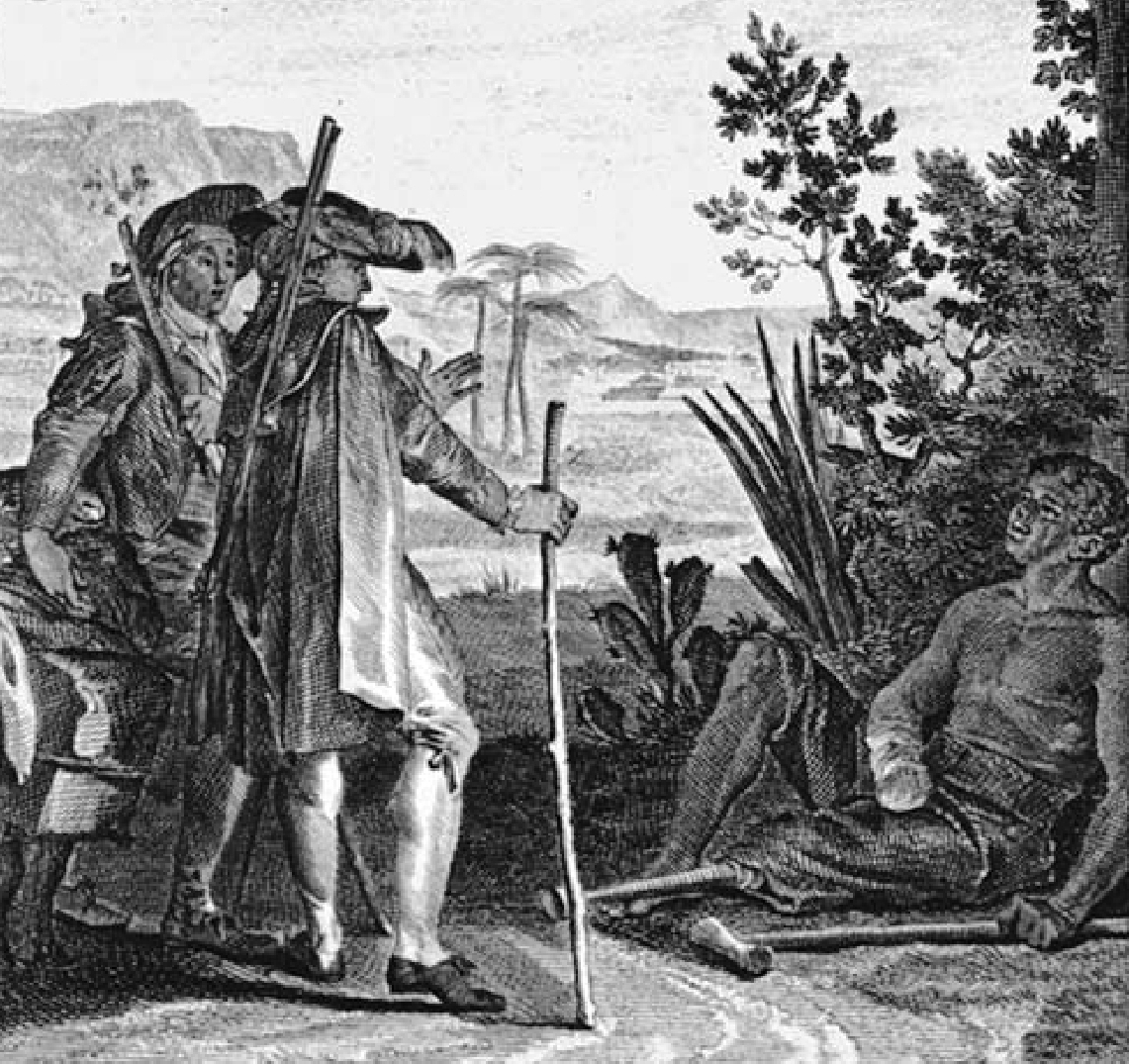
Esta escena muestra a Cándido y Cacambo de Voltaire encontrándose con un esclavo mutilado cerca de Surinam. El pie de foto dice: "A este precio se come azúcar en Europa". Al esclavo que pronuncia este comentario le han cortado la mano por haberse quedado atrapado con un dedo en una piedra de molino, y le han cortado la pierna por intentar huir.

En Jamaica, de 1829 a 1832, la tasa de mortalidad promedio de los esclavos en las plantaciones de azúcar fue de 35,1 muertes por cada 1.000 esclavos.

## Abolición en el imperio Francés
La institución de la esclavitud negra fue abolida por primera vez por la República Francesa en 1794, pero Napoleón revocó ese decreto en 1802. El 29 de marzo de 1815, Napoleón abolió la trata de esclavos, pero el decreto no entró en vigor hasta 1826.
Francia volvió a abolir la institución de la esclavitud en sus colonias en 1848 con una emancipación general e incondicional  en sus colonias de Guadalupe, Martinica, Guayana Francesa y Reunión.

## Abolición en el Imperio británico

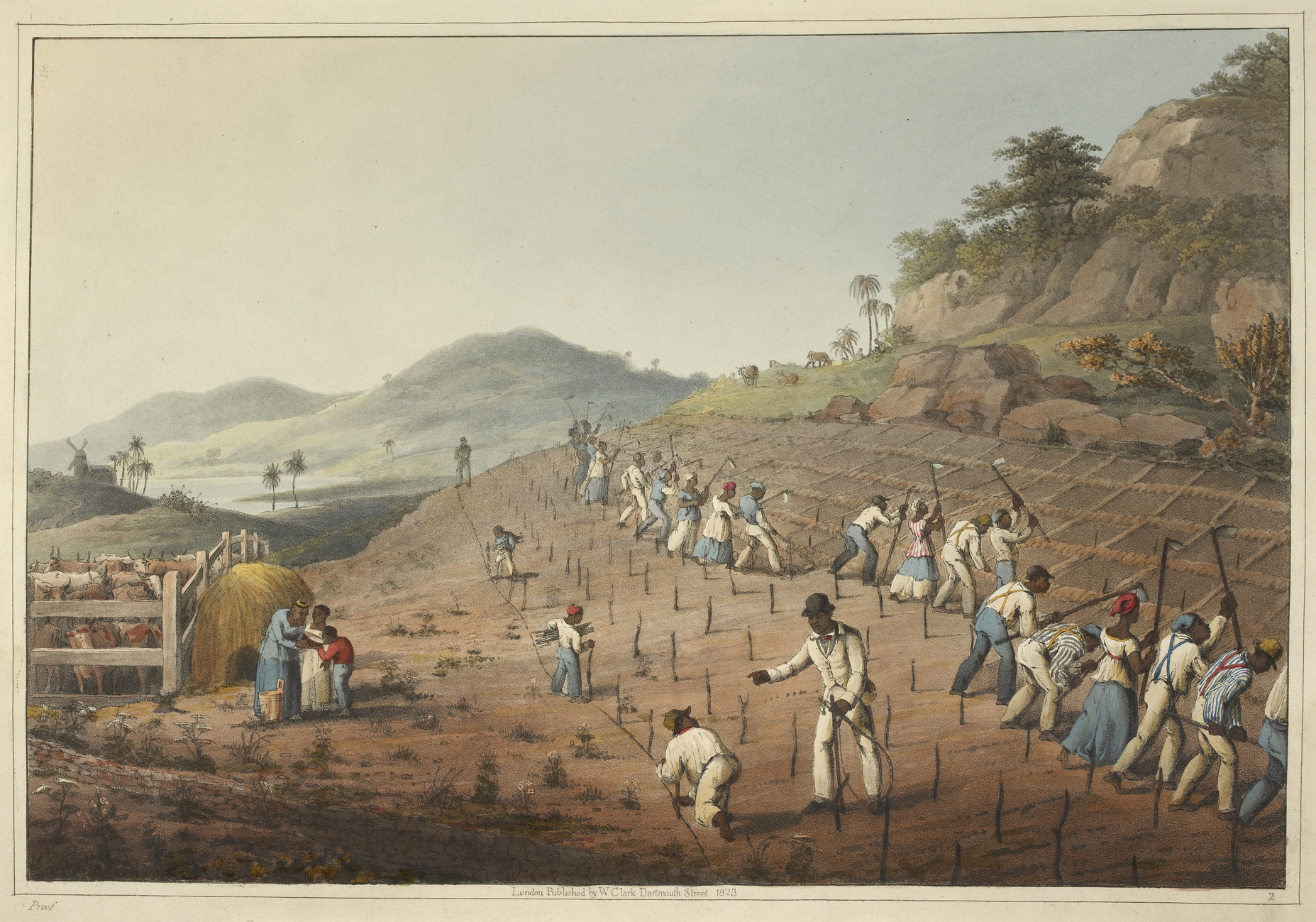
Esclavos en la colonia británica de Antigua, 1823

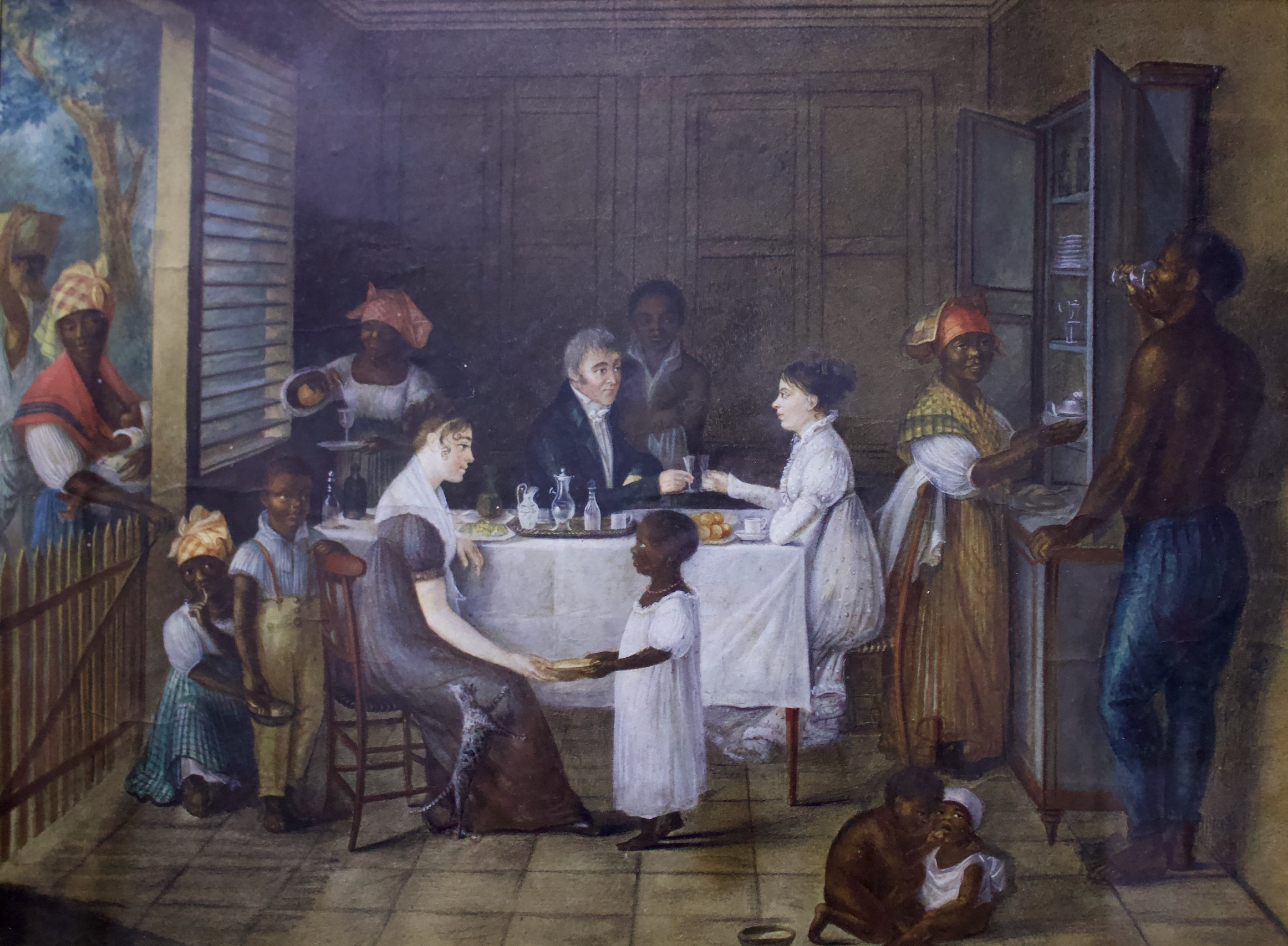
Esclavos negros sirviendo en una casa de Martinica, principios del

La Ley de Comercio de Esclavos de 1807 de William Wilberforce abolió el tráfico de esclavos en el Imperio británico. No fue hasta la Ley de Abolición de la Esclavitud de 1833 que la institución fue finalmente abolida, pero de forma gradual. Dado que los propietarios de esclavos en las distintas colonias (no sólo en el Caribe) estaban perdiendo a sus trabajadores no remunerados, el gobierno reservó 20 millones de libras esterlinas para compensación, pero no ofreció ninguna reparación a los antiguos esclavos.
La colonia de Trinidad se quedó con escasez de mano de obra. Esta escasez empeoró después de la abolición de la institución de la esclavitud en 1833. Para hacer frente a esto, los propietarios de plantaciones en Trinidad transportaron sirvientes contratados desde la década de 1810 hasta 1917. Inicialmente se importaron chinos, pueblos libres de África occidental y portugueses de la isla de Madeira, pero pronto fueron suplantados por indios que empezaron a llegar a partir de 1845. Los indios contratados demostrarían ser una alternativa adecuada para las plantaciones que anteriormente dependían del trabajo esclavo. Además, numerosos antiguos esclavos emigraron de las Antillas Menores a Trinidad para trabajar.
En 1811, en la isla de Tórtola, en las Islas Vírgenes Británicas, Arthur William Hodge, un rico esclavista, propietario de una plantación y miembro del Consejo, se convirtió en la primera persona en ser ahorcada por el asesinato de un esclavo.
En 1833, el Parlamento británico aprobó la Ley de Abolición de la Esclavitud, aboliendo permanentemente la institución de la esclavitud en las colonias británicas de ultramar. La ley también estipulaba que todas las personas anteriormente esclavizadas se someterían a un sistema de aprendizaje mediante el cual trabajarían para sus antiguos dueños durante un período de tiempo; cuánto duraría esto dependería de las autoridades gubernamentales de cada colonia británica. El 1 de agosto de 1834, en Trinidad, un grupo desarmado de negros, en su mayoría ancianos, a quienes el Gobernador se dirigía en la Casa de Gobierno sobre las nuevas leyes de aprendizaje, comenzaron a cantar: " Pas de six ans. Point de six ans " ("No seis años. No seis años"), ahogando la voz del Gobernador. Las protestas pacíficas continuaron hasta que se aprobó una resolución para abolir el "aprendizaje" y se logró la libertad de facto. Esto convirtió a Trinidad en la primera colonia británica con población esclava en abolir completamente la institución de la esclavitud. La resistencia exitosa a la implementación del período completo de seis años del sistema de aprendizaje y la abolición de la esclavitud en Trinidad estuvo marcada por ex esclavos y personas libres de color que se unieron a las celebraciones en las calles en lo que se conoció como sus celebraciones anuales de Canboulay . Este acontecimiento en Trinidad influyó en la plena emancipación en las otras colonias británicas, que se concedió legalmente dos años antes de lo previsto, el 1 de agosto de 1838.
Después de que Gran Bretaña abolió la institución de la esclavitud, comenzó a presionar a otras naciones para que hicieran lo mismo. 